# 𫙮魚坑
魚坑是臺灣新北市瑞芳區的一個地名，位於該區西北部，因傳說清代有魚（即香魚）在此地的基隆河河段洄游而得名。相較於今日行政區，其範圍大致包括傑魚里、上天里東南半部。

## 歷史
台灣清治末期至日治前期，魚坑地區為一街庄，稱為「魚坑庄」，隸屬於石碇堡。該庄北與深澳坑庄為鄰，東與龍潭堵庄、三瓜仔庄為鄰，南邊為什份藔庄，西邊為暖暖街、四腳亭庄。
1901年（日治明治三十四年）11月，該庄隸屬於基隆廳，編入第二十一區。1905年（明治三十八年）7月，第二十一區改名「魚坑區」。1920年（大正九年），該庄改制為「魚坑」大字，隸屬於臺北州基隆郡瑞芳街，大字下有「魚坑」、「八分寮」、「大寮」、「尫子上天」、「坑子內」、「頂坪」、「滴水子」小字名。
戰後瑞芳街改制為瑞芳鎮，隸屬於臺北縣，大字亦改制為里。2010年12月，臺北縣升格為新北市，瑞芳鎮改制為瑞芳區。

## 交通
台鐵宜蘭線經過魚坑地區，但未設站，最近的有四腳亭車站、瑞芳車站。由此等往東可前往宜蘭、羅東、花蓮、台東等地，往西可在七堵車站連接縱貫線以前往基隆、台北、桃園、新竹、苗栗及中南部各地。
省道台62線即東西向快速公路－萬里瑞濱線，在鄰近的深澳坑、龍潭堵交界處設有瑞芳交流道。省道台2丁線經過本地區北部，往東可前往瑞芳市區、濱海公路，往西可前往暖暖、八堵。
市道106號起訖點位於本地區，往南轉西可前往平溪、深坑、新店、中和、板橋、新莊、泰山、林口等地。